# Qaidam-Becken
| Tibetische Bezeichnung                         |
| ---------------------------------------------- |
| Tibetische Schrift: ཚྭ་འདམ་གཤོང                  |
| Wylie-Transliteration: tshwa 'dam gshong       |
| Aussprache in IPA: [tsʰɛtam ɕɔŋ]               |
| Offizielle Transkription der VRCh: Qaidam Xong |
| THDL-Transkription: Tsadam Shong               |
| Andere Schreibweisen: —                        |
| Chinesische Bezeichnung                        |
| Traditionell: 柴達木盆地                       |
| Vereinfacht: 柴达木盆地                        |
| Pinyin:Cháidámù Péndì                          |

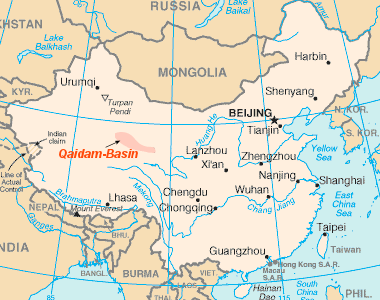
Lage des Qaidam-Beckens

Das Qaidam-Becken, auch Tsaidam-Becken genannt, ist eine Wüstenregion, die im Norden des tibetischen Hochplateaus in der chinesischen Provinz Qinghai liegt. Der Name leitet sich vermutlich aus dem Mongolischen und Tibetischen ab, in dem tsa'i dam „Salzsumpf bzw. -sümpfe“ bezeichnet. Dabei handelt es sich vor allen Dingen um die Sumpfgebiete entlang dem Hauptfluss Qaidam He, der aus den östlichsten Ausläufern des Kunlun Shan (hier Burhan Budai Shan) in das Becken entwässert.
Administrativ gehört das Qaidam-Becken zum autonomen Bezirk Haixi der Mongolen und Tibeter. Es ist zudem Teil der länderübergreifenden Entwicklungsregion Hindukusch-Himalaya-Region.

## Geografie

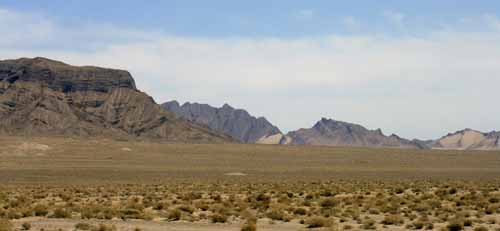
Typische Wüstensteppenlandschaft am Nordrand des Beckens

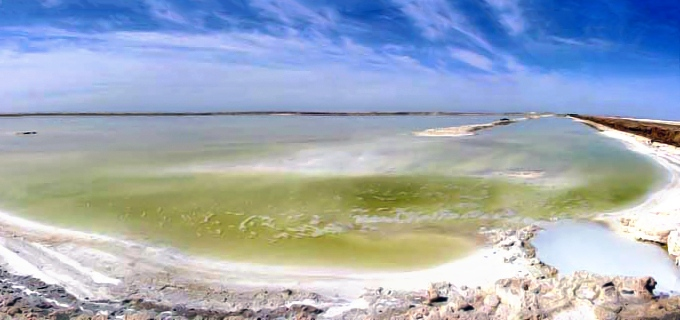
Großer Salzsee im Qaidam-Becken: Dabsan Hu

Das Becken liegt in einer Höhe zwischen 2600 m und 3300 m auf der Qinghai-Tibet-Hochebene und ist von Gebirgen umgeben, die teilweise bis auf 6000 m aufragen. Im Süden liegt das Kunlun-Gebirge, im Norden wird das Becken vom Nan Shan, das heißt dem westlichen Altun Shan und dem östlichen Qilian Shan, begrenzt. Von Osten nach Westen misst es etwa 850 km und von Norden nach Süden rund 300 km.
Das Becken ist reich an Bodenschätzen, unter anderem Erdgas. Wie in der Hochebene südlich des Qaidam-Beckens gibt es auch hier einige Salzseen bzw. Salzwüsten.

### Gewässer
Der bemerkenswerte Qinghai-See, der fälschlicherweise häufig zum Qaidam-Becken gerechnet wird, füllt als größter See Chinas jedoch ein eigenes Becken aus.
Der größte See im Qaidam-Becken dagegen ist der Dabsan Hu nördlich vom Hauptort Golmud. Der Salzgehalt der Salzseen im Qaidam-Becken ist so hoch, dass die Wasseroberfläche teilweise völlig überkrustet ist und daher oft gar nicht als See wahrgenommen wird. Das Salz dieser Seen wird insbesondere nördlich der Stadt Golmud im großen Maße abgebaut und industriell verarbeitet.

## Wirtschaft
Wegen ihres Reichtums an Bodenschätzen wird die Landschaft auch „Schatzbecken“ genannt. In den Salzseen finden sich neben Kochsalz auch Kalium-, Magnesium-, Bor- und Lithium-Salze. Im Nordosten des Beckens gibt es Blei-Zink-Vorkommen, im Westen werden Erdöl und Erdgas gefördert.

## Bevölkerung
Zwischen 1946 und 1986 wuchs die Einwohnerzahl von 10.000 auf 270.000.

## Klima
Aufgrund der großen Höhe und der großen Entfernung zum Meer herrscht ein kühles Kontinentalklima. Die Winter sind lang und sehr kalt, das Frühjahr bringt häufig Sandstürme. Durch die Berge wird der Regen abgeschirmt, so dass Teile des Beckens zu den trockensten Regionen Chinas zählen. Jahresdurchschnittstemperatur (Golmud): 4,9 °C, Niederschlagsmenge: 40 mm/Jahr.
Forschende stellten einmal in der Qaidam-Senke einen Temperaturwandel von minus 23,7 Grad auf plus 58,1 Grad innerhalb eines Tages fest.